# Cimetière de Frontenaud
Le cimetière de Frontenaud est un cimetière situé sur le territoire de la commune de Frontenaud dans le département français de Saône-et-Loire et la région Bourgogne-Franche-Comté.

## Historique
Une des croix fait l'objet d'un classement au titre des monuments historiques depuis le 20 septembre 1927.

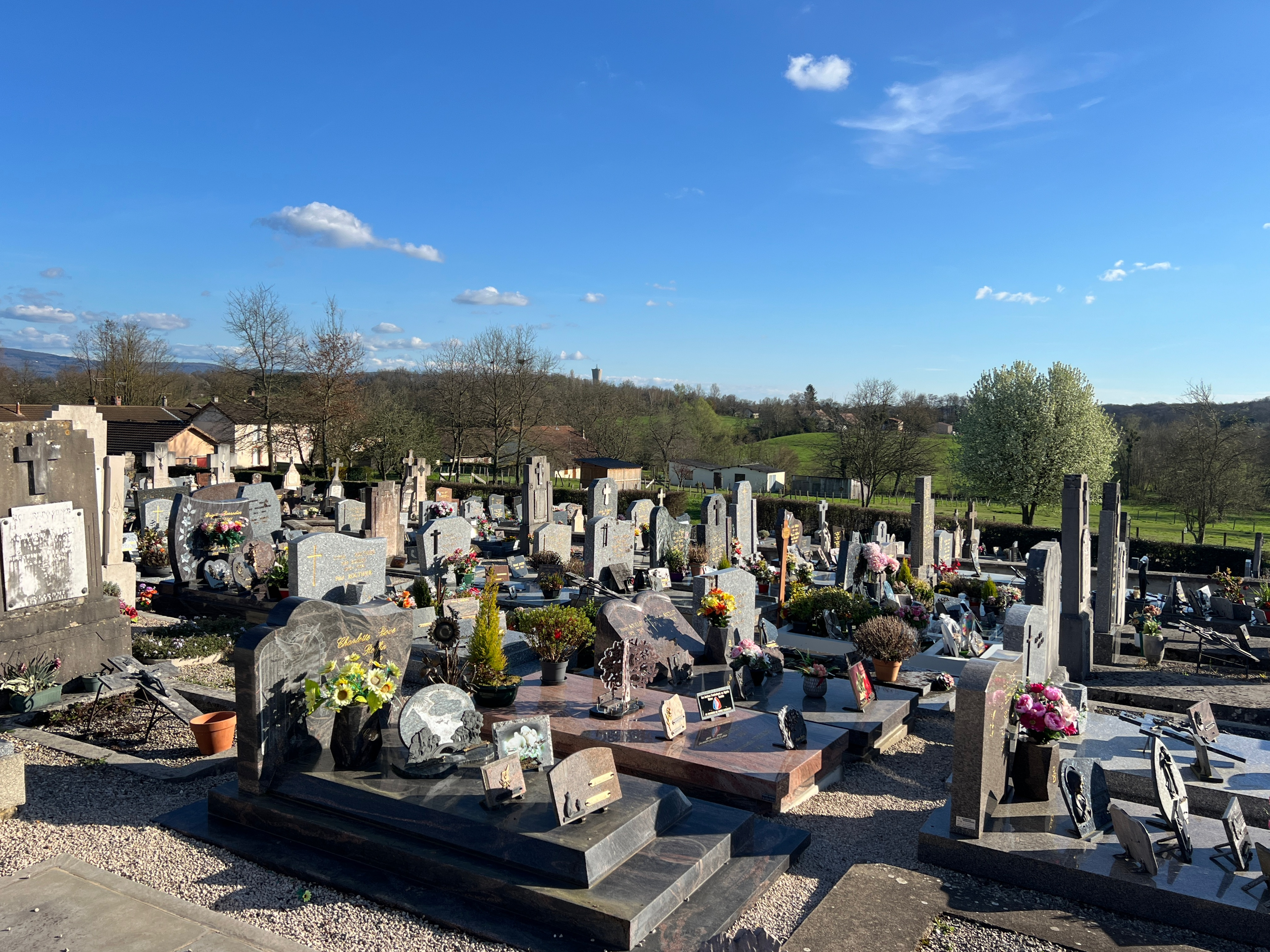
Vue générale du cimetière.
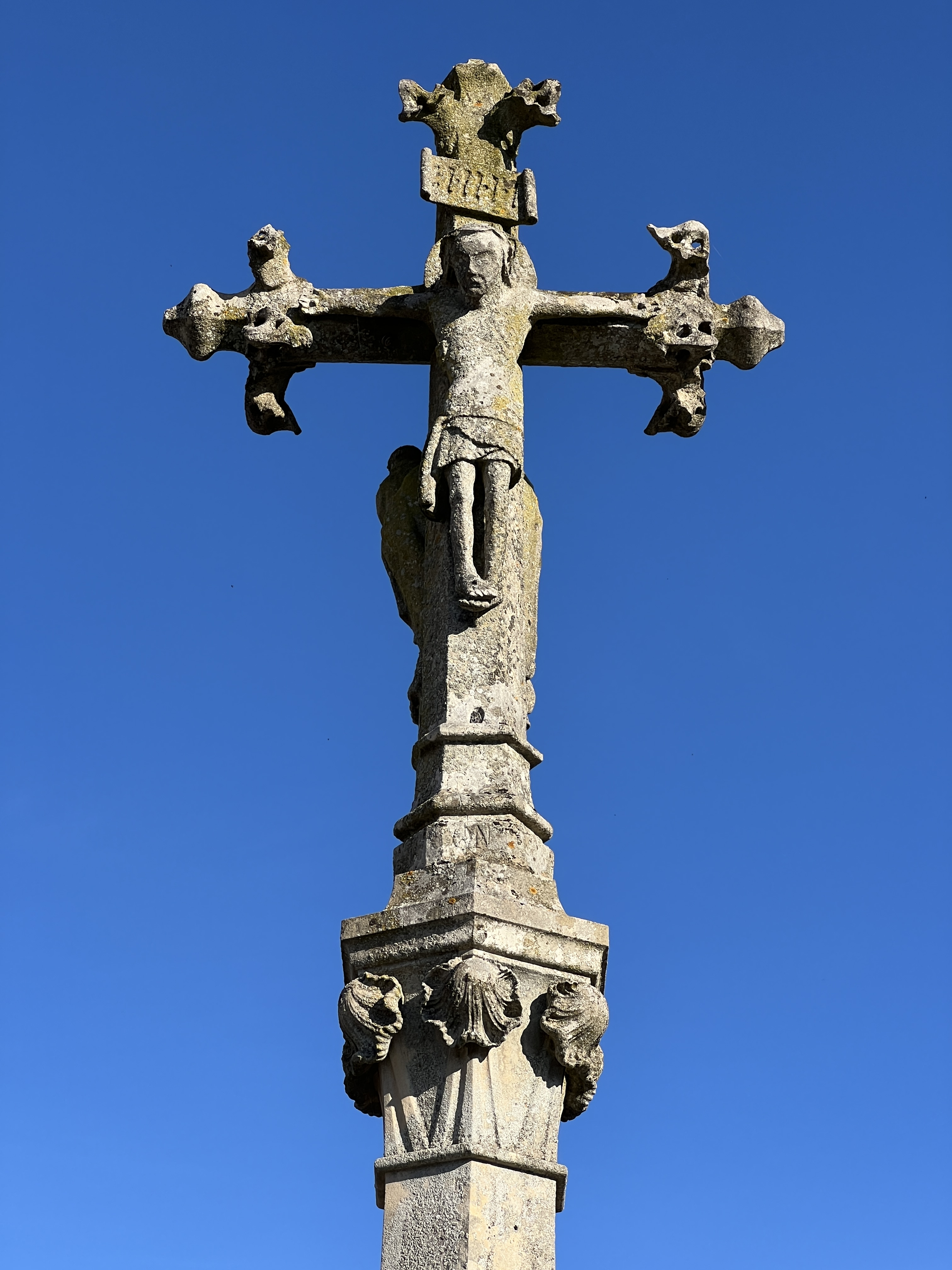
La croix du cimetière.
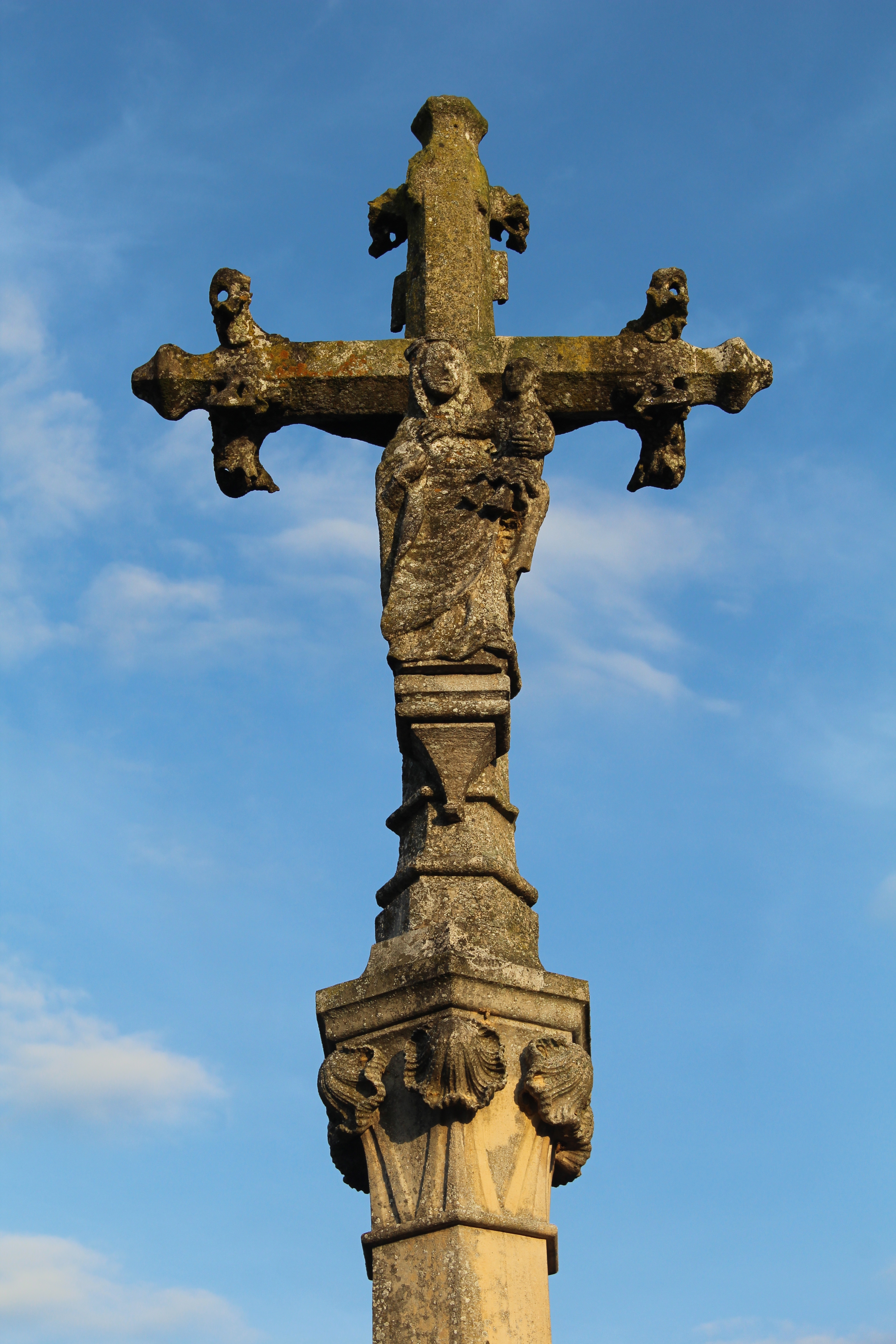
La croix du cimetière.